# Airmark Indonesia
Airmark Indonesia is een Indonesische luchtvaartmaatschappij met haar thuisbasis in Jakarta.

## Geschiedenis
Airmark Indonesia is opgericht in 1998 door Airmark Aviation uit Singapore.

## Vloot
De vloot van Airmark Indonesia bestaat uit:(mei 2007)
- 1 Indonesian Aerospace 212-200